# Les Torres (urbanització)
Les Torres és una urbanització del terme municipal de Sant Quirze Safaja, a la comarca del Moianès.
Està situada al sud del terme municipal, cap a la meitat del límit meridional del terme. És a llevant de la carretera C-1413b, en terres de la masia de les Torres, al nord-est de la urbanització de les Clotes. Queda a migdia del Càmping L'Illa.
El seu accés és per la carretera BV-1413b, just al sud del punt quilomètric 3.